# Barbara Weise
Barbara Weise ist eine ehemalige deutsche Paracyclerin. Sie startete in der Klasse CP 1-2.

## Sportlicher Werdegang
Im Alter von acht Jahren hatte Barbara Weise einen Unfall mit dem Schulbus. Dabei erlitt sie schwere Hirnverletzungen, die bei ihr spastische Bewegungsstörungen auslösten. Mitte der 2000er Jahre beobachtete Weise, von Beruf Sonderschullehrerin, ein Radrennen mit behinderten Sportlern. Daraufhin beschloss sie, selbst mit dem Radsport zu beginnen. Innerhalb weniger Jahre war sie international erfolgreich.
2007 errang Wiese bei den UCI-Paracycling-Straßenweltmeisterschaften in Bordeaux die Goldmedaille im Einzelzeitfahren. Auf Grund ihrer Erfolge wurde sie in das deutsche Aufgebot im Radsport für die Sommer-Paralympics 2008 in Peking aufgenommen. Bei diesen Spielen gewann sie eine Silbermedaille im Mixed-Zeitfahren. Für diesen Erfolg wurde sie von Bundespräsident Horst Köhler mit dem Silbernen Lorbeerblatt geehrt.